# Antônio Prado de Minas
Antônio Prado de Minas é um município brasileiro do estado de Minas Gerais. Sua população recenseada em 2022 era de 1 538 habitantes.

## Geografia
Localizado na Zona da Mata Mineira, microregião de Muriaé. Seu relevo possui altitudes medianas, tendo por ponto culminante de seu território os 999 metros da Pedra Elefantina. A área central da cidade, possui altitude de 331 metros.
O clima é do tipo tropical, quente e úmido no verão; e seco no inverno.

## História
O desbravador e conquistador do local foi Antônio Rodrigues dos Santos, fazendeiro que criou a fazenda São Manoel, núcleo pioneiro da região. Travou-se luta com os índios Puris, que foram vencidos. Uma povoação composta de índios domesticados e colonizadores brancos foi iniciada, considerados primeiros moradores da localidade. A propriedade rural cresceu atraindo inúmeros colonos e lavradores vindo de localidades vizinhas, formando rapidamente um núcleo populacional.
Em 1886, a Estrada de Ferro Leopoldina passava com seus trilhos na região, construiu uma estação onde já havia uma parada de trens, em uma fazenda de propriedade de dona Carlota Elisa Ferreira. Em torno da estrada de ferro foi-se formando o povoado, surgindo o Patrimônio de Nossa Senhora Aparecida. Posteriormente, a proprietária da fazenda doou uma área de terras para o Patrimônio, a fim de desenvolver o povoado. A estação férrea teve o nome de Antônio Prado em homenagem ao Doutor Antônio da Silva Prado, Conselheiro do Império, que teve participação ativa na instalação da via férrea e da estação.
Em 1948, sendo prefeito de Eugenópolis o Sr. Gregório Rodrigues Caldas, a localidade de Antônio Prado de Minas tornou-se distrito pela Lei Estadual nº 336, de 27-12-1948, apoiada por unanimidade da Câmara Municipal.
Em 1962 emancipou-se da jurisdição do município de Eugenópolis. Foi elevado à categoria de município com a denominação de Antônio Prado de Minas, pela lei estadual nº 2764, de 30-12-1962. Sendo instalado o município em 1° de março de 1963.

## Turismo
Tendo turismo voltado principalmente para a natureza. O município esta incluído no Circuito Turístico Serra do Brigadeiro. A Pedra Elefantina, o segundo maior bloco de granito do mundo, é a principal atração natural; a denominação da montanha refere-se ao formato da pedra que lembra com um elefante. As cacheiras também atraeem vizitantes.
A Tradicional Festa de Julho é outra grande atração turística na cidade.
Sua antiga estação ferroviária, inaugurada em 1886 com sua arquitetura caracteristica, também é um atrativo. Ela fazia parte da Linha do Manhuaçu da Estrada de Ferro Leopoldina como terminal de passageiros e de abastecimento de cargas. O Conselheiro Antonio da Silva Prado, na época ministro da Agricultura do Império, foi quem selou o acordo para a passagem da linha de Manhuaçu por dentro do território fluminense, ao qual se opunha a Estrada de Ferro Carangola, que tinha interesses na região de Santo Antonio (Porciúncula). Por isso, a Leopoldina o homenageou dando seu nome a essa estação. 
Em 22 de janeiro de 1979, foi suprimido o trecho entre Porciúncula e Cisneiros pela Rede Ferroviária Federal (RFFSA), fechando de vez a estação. Os trens de passageiros, entretanto, já não corriam desde 1977. Atualmente na antiga estação funciona a sede de uma cooperativa de leite.

## Economia
O principal setor econômico é a agropecuária, com destaque a comercialização de leite, a recria de gado, o plantio de arroz, feijão, cana-de-açúcar, café e milho, e a criação de aves e suínos.
Tem importância ainda a indústria de aguardente de cana e seus alambiques.

## Esportes
O União Pradense Futebol Clube é o principal time de futebol e suas atividades são realizadas no Estádio Municipal José Rodrigues Pereira.